# Grüner Jäger (Osnabrück)
Der Grüne Jäger ist eine der ältesten Kneipen in Osnabrück.
Außerdem trifft sich dort seit 1894 der älteste Stammtisch Deutschlands.

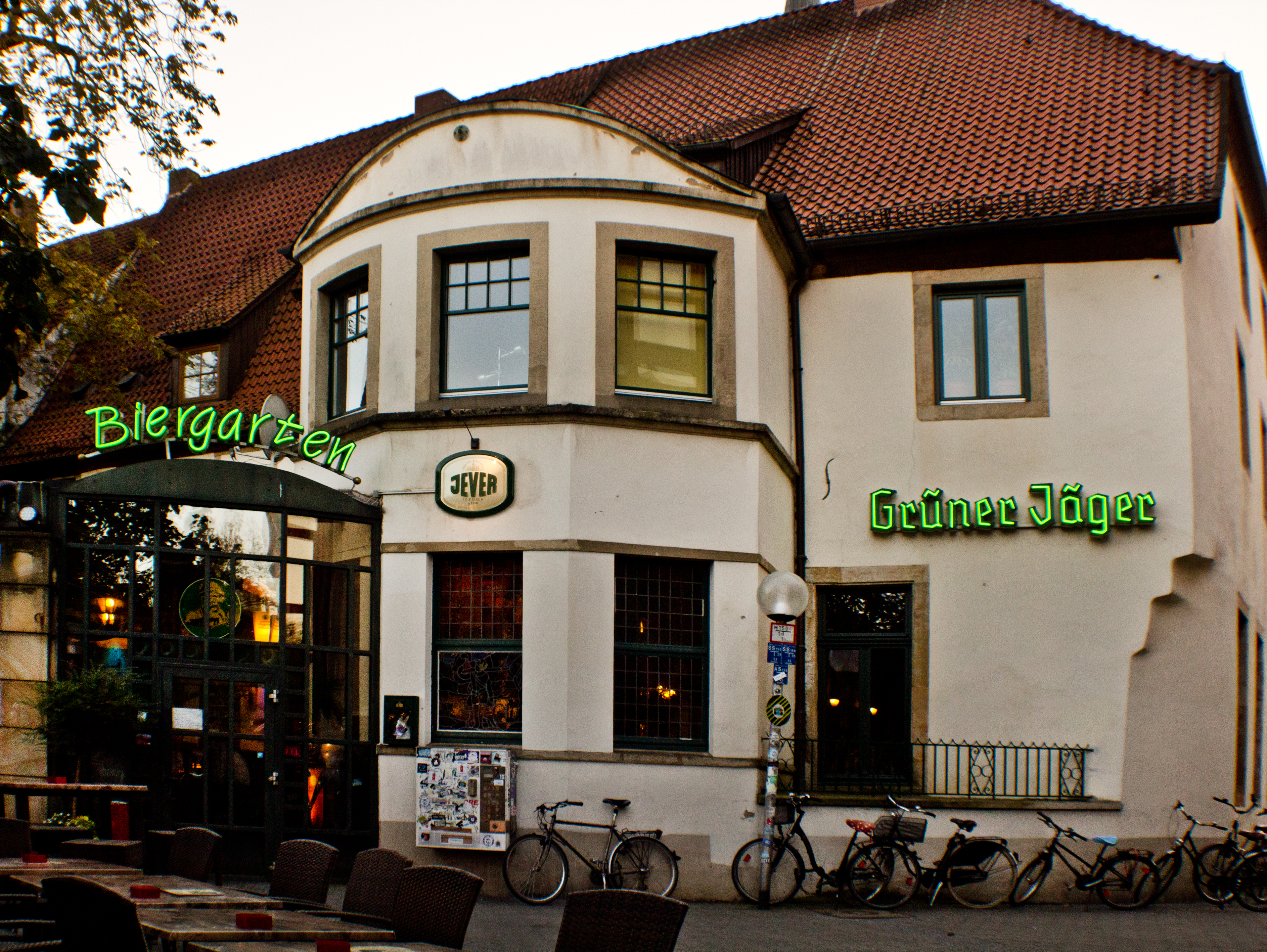
Rückseite mit Biergarten

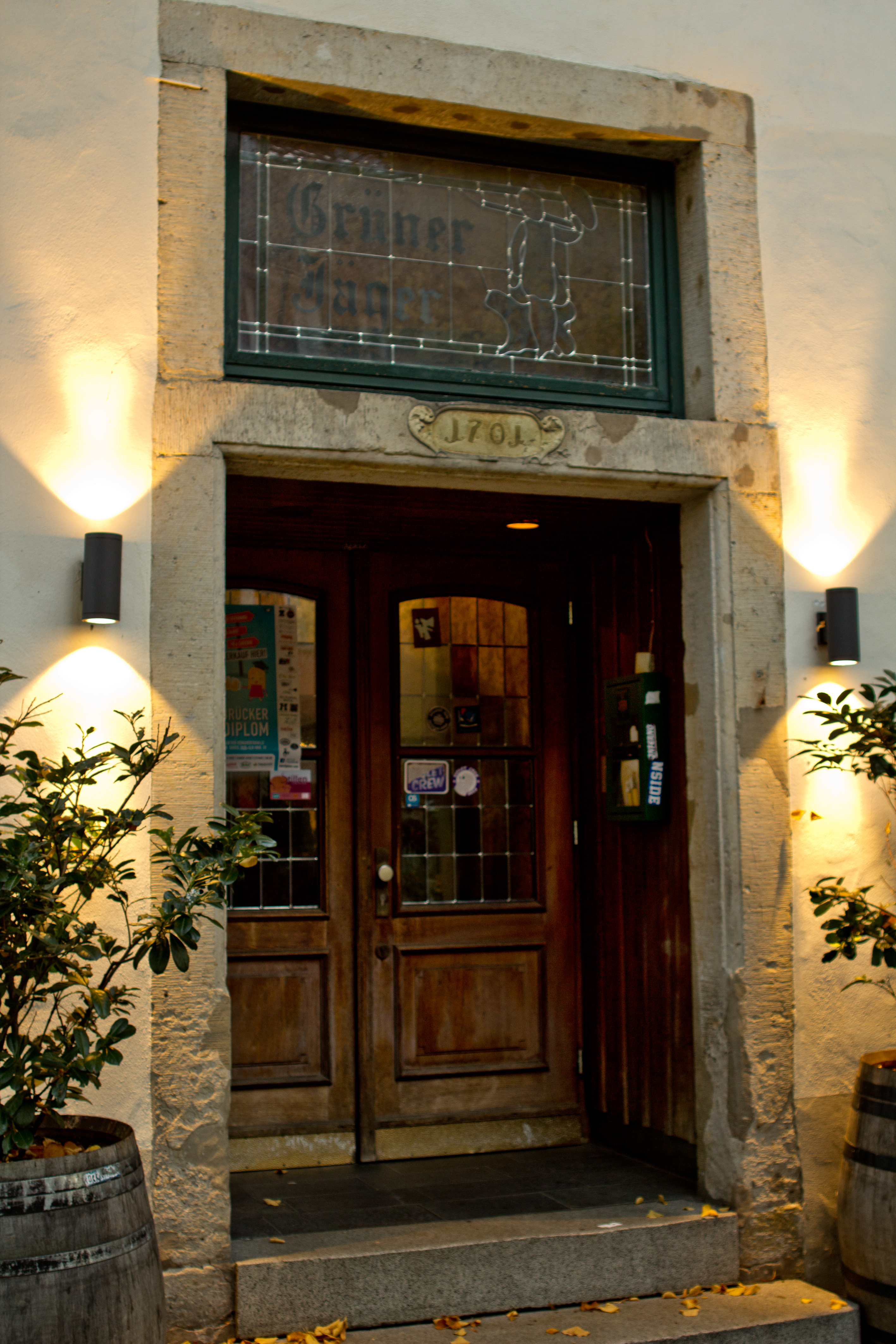
Haupteingang

## Geschichte
Das Gebäude wurde in mehreren Schritten errichtet. Der hintere Teil, welcher der älteste ist, ein sogenanntes Steinwerk, wurde vermutlich als Herrenhaus des Barfüßerklosters im Mittelalter gebaut.
Nach verschiedenen Nutzungen des Gebäudes begann 1859, mit der Konzessionsverteilung an Kaufmann und Leinenhändler Thörner, die Geschichte der Bierschenke. Durch Thörner erhielt der „Grüne Jäger“ auch seinen Namen, denn er war leidenschaftlicher Jäger. Nach 1875 führten wechselnde Betreiber den Jäger wie die Familie Kahle und von 1974 bis heute die Familie Rupp. In dem mit einem zu öffnenden Dach ausgestatteten Biergarten des Lokals stand eine über 100 Jahre alte Rosskastanie. Im November 2017 musste der Baum aufgrund von Schädlingsbefall gefällt werden. Ein Ersatz an gleicher Stelle ist nicht möglich, da ein neuer Baum nicht schnell genug an dem Standort wurzeln könnte.

## Stammtisch
Der geschichtliche Werdegang der heute genannten Klause beginnt etwa um 1720 in verschiedenen Weinstuben Osnabrücks des damaligen Weinhändlers Jacob Jäger. Die genaue Gründung des Stammtisches ist nicht bekannt, jedoch heißt es in der Chronik „Wenn unter dem Klausenzeichen gegründet vor 1819 steht, so soll damit gesagt werden, dass sich schon vorher lebensfrohe Osnabrücker Bürger regelmäßig in heitergeschwingter Runde so zusammenfanden, wie das noch heute der Fall ist.“ Bis 1894 traf sich diese Gruppe in der Weinstube Lange. Nach dem Verkauf zogen die Klausenbrüder in den „Grünen Jäger“, wo sie sich bis heute jeden Freitag in der Klause, einem Gastraum im Grünen Jäger, treffen. Dort steht außerdem ein großer holzgefertigter Tisch, den man vom Altreichskanzler Otto von Bismarck als Dank für eine Geburtstagsgratulation bekommen hat.
In der Mitgliederliste stehen unter anderem mehrere prominente Namen wie Albert Lortzing, Johannes von Miquel und Justus Wilhelm Lyra. Diese und noch viele andere verstorbene Mitglieder hängen als Porträt an den Wänden der Klause.

## Betreiber des Grünen Jägers
- Ab 1784 Advokat Schmidtmann
- 1814–1859 Dienstmann Pielsticker
- 1859–1875 Kaufmann und Leinenhändler Thörner
- 1875–1891 Fräulein Hoppensack und Wirt Hartmann
- 1891 Mühlenbesitzer Friedrich Wilhelm Meyer zu Lecker
- 1892–1965 Familie Kahle in drei Generationen
- 1965–1974 Theo Krall
- 1974 bis heute Familie Rupp